# عرف جبهي
العرف الجبهي (بالإنجليزية: Frontal crest)‏ هو منطقة مقعرة في صدفة العظم الجبهي وتمثل الجزء الأعلى من أخدود الخط الوسطى العمودي الذي يمسمى بالتلم السهمي، حيث يتكون العرف الجبهي من التحام الحافتين.
يحتوي الثلم على الجيب السهمي العلوي، بينما توفر حدود الثلم مع العرف الجبهي الارتباط لمنجل المخ.

## صور إضافية

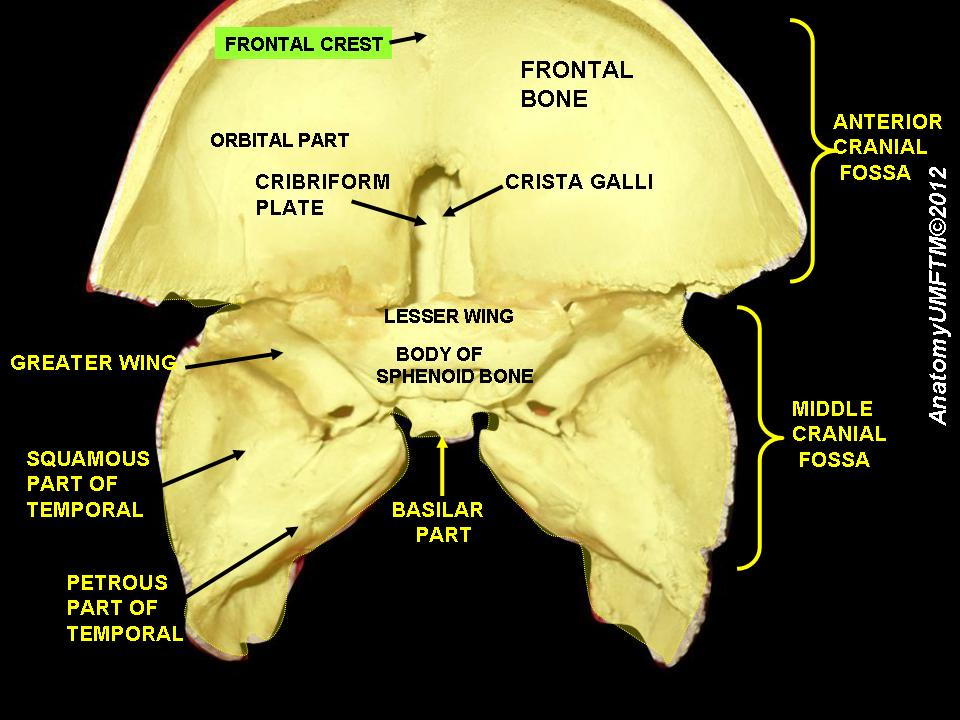
العرف الجبهي
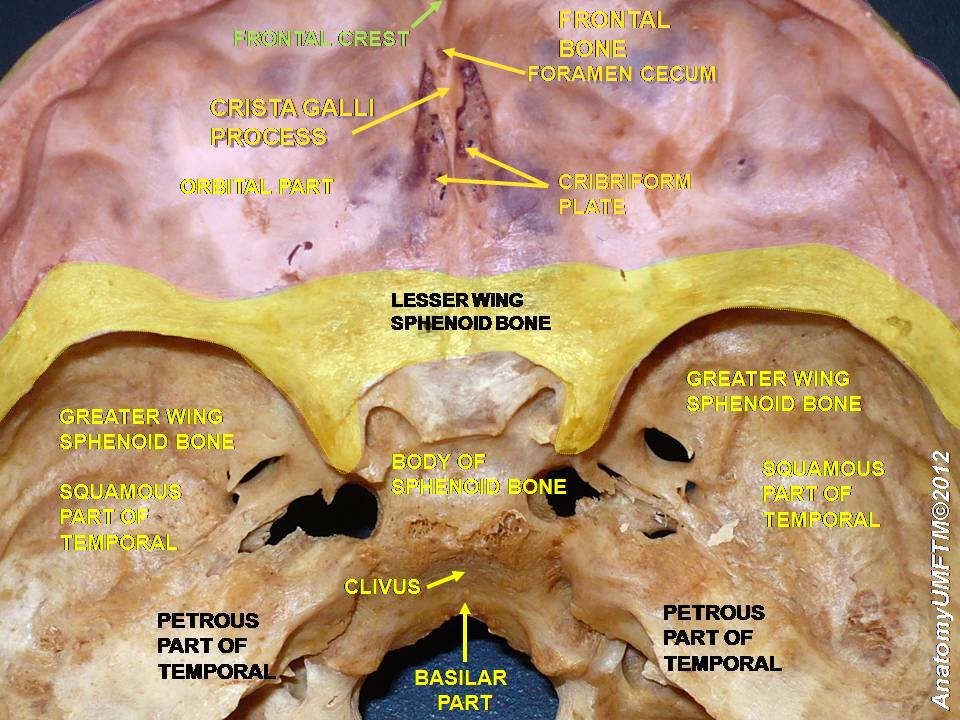
العرف الجبهي